# Cezary Wojciech Haller

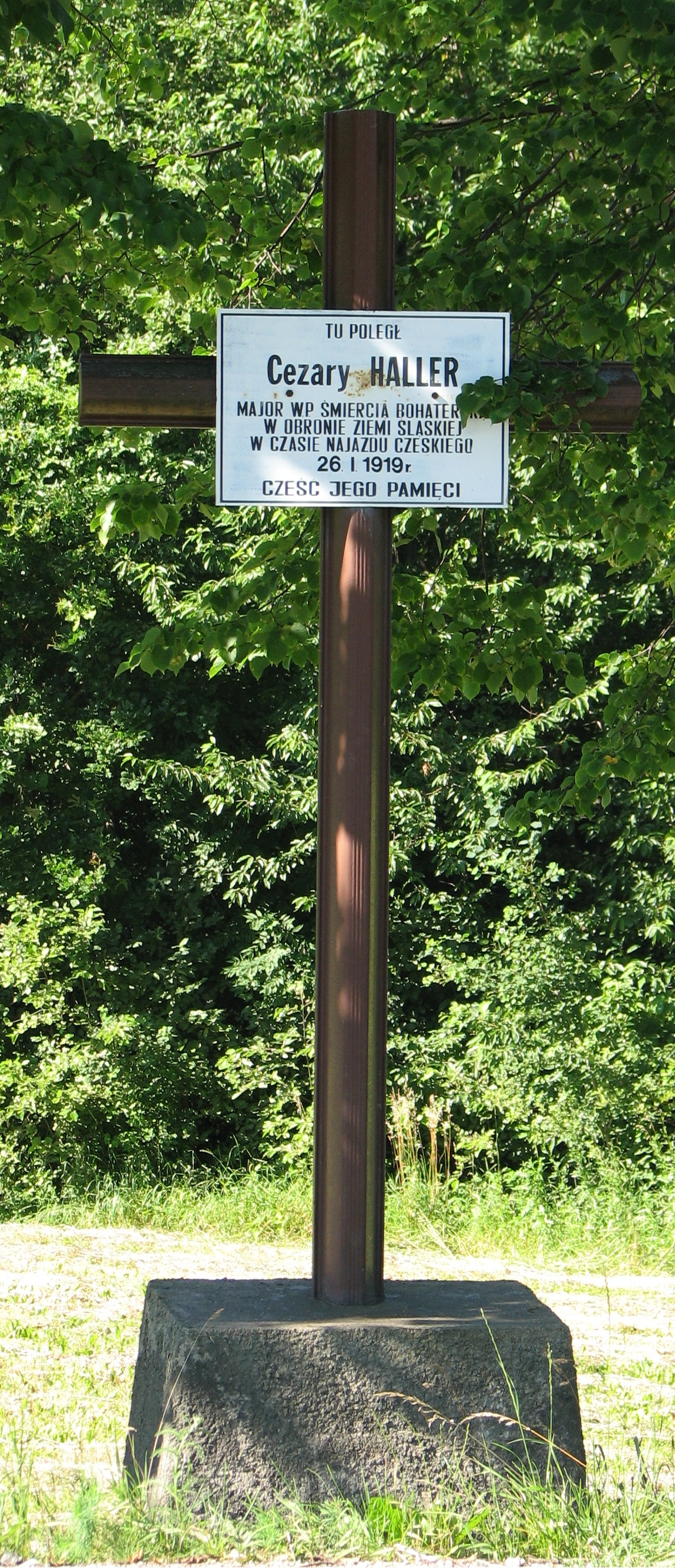
Krzyż w miejscu śmierci Cezarego Hallera w Kończycach Małych

Cezary Wojciech Rudolf Haller de Hallenburg (ur. 17 kwietnia 1875 w Jurczycach, zm. 26 stycznia 1919 w Kończycach Małych) – kapitan Wojska Polskiego, działacz polityczny, poseł na Sejm w Wiedniu.

## Życiorys
Urodził się w 1875 roku w majątku Jurczyce pod Krakowem (gmina Skawina), jako piąte z kolei dziecko ziemianina Henryka Hallera von Hallenburga i Olgi z Treterów. Pochodził w prostej linii od Jana Hallera, księgarza i właściciela pierwszej w Polsce oficyny wydawniczej w XVI wieku. Starszym bratem Cezarego był gen. Józef Haller, dowódca Błękitnej Armii, Frontu Pomorskiego i Frontu Północno-Wschodniego. Dziad: Józef Haller (1783–1850) prezes senatu Wolnego Miasta Krakowa.
Do siódmego roku życia wychowywał się, wraz z licznym rodzeństwem, na wsi. Należał obok innych członków rodziny do Sodalicji Mariańskiej oraz do Trzeciego Zakonu Świeckiego Franciszkańskiego (tercjarzy). Wielki wpływ na osobowość młodego Hallera wywarła atmosfera patriotyzmu i głębokiej religijności rodzinnego domu.
Ojciec Hallera brał udział w powstaniu styczniowym, dziadek ze strony matki był kapitanem Wojska Polskiego w powstaniu listopadowym i kawalerem krzyża Virtuti Militari.
W 1882 roku rodzina Hallerów przeniosła się do Lwowa, gdzie młody Haller rozpoczął naukę w gimnazjum niemieckim. Po jego ukończeniu wstąpił do wojskowej Niższej Szkoły Realnej w Koszycach na Węgrzech (obecnie Słowacja), a następnie do prestiżowej Wyższej Szkoły Realnej w Hranicach (niem. Maehrisch-Weisskirchen), do której uczęszczali także arcyksiążęta austriaccy. Po ich ukończeniu studiował w Technicznej Akademii Wojskowej w Wiedniu (oddział artylerii). Na stopień podporucznika został mianowany ze starszeństwem z 1 września 1896 w korpusie oficerów piechoty i wcielony do Batalionu Pionierów Nr 11 w Przemyślu. W 1899 został przeniesiony do Batalionu Pionierów Nr 4 w Ptuju. Na porucznika został mianowany ze starszeństwem z 1 maja 1900 w korpusie oficerów piechoty. W 1902 został przeniesiony do Batalionu Pionierów Nr 9 w Krakowie. W 1906 został urlopowany.
Później wycofał się z wojska, by osiąść w rodzinnym majątku w Jurczycach. Dzięki niemu Radziszów i Jurczyce zostały połączone nowoczesną drogą. W 1911 roku wybrano go z ramienia konserwatystów na posła do parlamentu austriackiego (zajmował się sprawami Śląska Cieszyńskiego i występował w obronie prześladowanych Polaków z Poznańskiego). W czasie I wojny światowej wstawiał się za legionistami z II Brygady internowanymi na Węgrzech.
Po odzyskaniu przez Polskę niepodległości wstąpił do Wojska Polskiego w randze kapitana i walczył na Śląsku Cieszyńskim. Zginął 26 stycznia 1919 roku w przegranej bitwie z oddziałami czeskimi pod Kończycami Małymi w gminie Zebrzydowice w powiecie cieszyńskim. Stał na czele półbatalionu złożonego z 240 żołnierzy z kilkoma karabinami maszynowymi i dowodził obroną północnego skrzydła polskiego wzdłuż linii kolejowej. Po godzinie 4:00 rano w niedzielę 26 stycznia został zaskoczony atakiem kilku czeskich kompanii, które szybko rozbiły i rozproszyły podległe mu oddziały. Oddział polski został rozbity, a kpt. Haller ciężko ranny. W czasie odwrotu na Pruchną z upływu krwi zmarł w Kończycach Małych. Krótko po jego śmierci krążyły plotki o jego śmierci wskutek dobicia go przez Czechów bagnetem, co nie zostało potwierdzone przez jego siostrę po oględzinach ciała zmarłego.
6 lutego 1919 roku został pochowany w kaplicy rodowej w Dworach.
25 lipca 1919 został przyjęty do Wojska Polskiego i „w uznaniu zasług położonych w obronie granic Ojczyzny” mianowany majorem.

## Ordery i odznaczenia
- Krzyż Srebrny Orderu Wojskowego Virtuti Militari nr 7299 (pośmiertnie, 17 maja 1922)[9]
- Krzyż za Obronę Śląska Cieszyńskiego I kl. (pośmiertnie, 2 października 1919)[10][11]
- Medal Pamiątkowy za Obronę Śląska Cieszyńskiego (pośmiertnie)[11]
- Dekret pochwalny Rady Narodowej Księstwa Cieszyńskiego (pośmiertnie)[11]